# Romuald II.

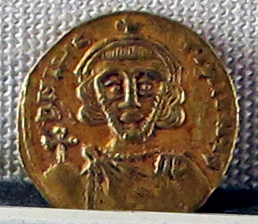
Romuald II.

Romuald II. († 731/732) war von 706 bis 731/732 Herzog von Benevent.

## Leben
Romuald war der Sohn des dux Gisulf I. und dessen Frau Winiperga. Nach Gisulfs Tod im Jahr 706 wurde sein Sohn Romuald II. Nachfolger als dux von Benevent. Um 715 heiratete Romuald Gumperga, die Tochter der Aurona, einer Schwester des Königs Liutprand, mit der er den Sohn Gisulf II. hatte. Später heiratete er Ranigunda, eine Tochter des dux Gaiduald von Brexia (Brescia).
Langobarden aus dem Benevent eroberten 717 unter Romuald II. das byzantinische Cumae, wurden aber auf Intervention Papst Gregors II. nach einiger Zeit durch Johannes, den byzantinischen dux von Neapel, und Theodimus, den rector Kampaniens, wieder vertrieben. Der Papst zahlte Romuald 70 Pfund Gold aus, die er ihm für die Räumung des Kastells angeboten hatte, und erkaufte sich so das Wohlwollen des gefährlichen Nachbarn. Andere Historiker vertreten die Auffassung, dass die „Prämie“ an Johannes gezahlt wurde. Jedenfalls konnte das Kloster Monte Cassino 718, nachdem es über 100 Jahre verlassen war, wieder besiedelt werden. Das Kloster San Vinzenzo al Volturno wurde von Tato, Taso und Paldo gegründet.
Als Romuald 731 oder 732 starb, entbrannte ein Nachfolgestreit, in dem sich der Usurpator Audelahis zunächst gegen Gisulf II. durchsetzte.